# Lelapiidae
Lelapiidae là một họ bọt biển vôi trong bộ Leucosolenida.